# Seznam litevských spisovatelů
Seznam litevských spisovatelů obsahuje přehled některých významných spisovatelů, narozených nebo převážně publikujících v Litvě.

## A
- Jonas Aistis

## B
- Alis Balbierius
- Jurgis Baltrušaitis (1873)
- Antanas Baranauskas
- Jonas Basanavičius
- Jonas Biliūnas
- Kazys Binkis
- Kazys Boruta
- Bernardas Brazdžionis

## C
- Petras Cvirka

## D
- Simonas Daukantas
- Mikalojus Daukša
- Janina Degutytė
- Kristijonas Donelaitis

## G
- Jonas Gaidamavičius
- Juozas Grušas

## H
- Mikalojus Husovianas

## I
- Jurga Ivanauskaitė

## K
- Antanas Kalanavičius
- Marius Katiliškis
- Vincas Krėvė-Mickevičius
- Vincas Kudirka

## M
- Algimantas Mackus
- Vytautas Mačernis
- Maironis
- Justinas Marcinkevičius
- Martynas Mažvydas
- Adomas Mickevičius
- Antanas Miškinis
- Vincas Mykolaitis-Putinas

## N
- Henrikas Nagys
- Salomeja Nerisová

## P
- Lazdynų Pelėda
- Kornelijus Platelis
- Dionizas Poška

## R
- Henrikas Radauskas
- Bronius Radzevičius
- Šatrijos Ragana
- Antanas Ramonas
- Vincas Ramonas
- Liudvikas Rėza

## S
- Motiejus Kazimieras Sarbievijus
- Jurgis Savickis
- Ieva Simonaitytė
- Balys Sruoga
- Simonas Stanevičius
- Antanas Strazdas

## Š
- Ignas Šeinius
- Paulius Širvys
- Antanas Škėma

## V
- Pranas Vaičaitis
- Antanas Vaičiulaitis
- Juozas Tumas Vaižgantas
- Motiejus Valančius
- Indrė Valantinaitė
- Silvestras Valiūnas
- Antanas Vienuolis
- Vydūnas

## Ž
- Žemaitė